# Setodius bryanti
Setodius bryanti är en skalbaggsart som beskrevs av Brown 1929. Setodius bryanti ingår i släktet Setodius och familjen Aphodiidae. Inga underarter finns listade i Catalogue of Life.